# Premiere Global Services
Die Premiere Global Services, Inc. (Markenname PGi) ist ein weltweiter Anbieter von Kommunikationsdienstleistungen in den Bereichen virtuelle Teamarbeit sowie Webkonferenzen. Die Produkte umfassen im Wesentlichen Audio- und Videokonferenzen. PGi bietet zudem Software-as-a-Service- und Cloud-Computing-Lösungen für kleine, mittlere und Großunternehmen in 24 Ländern an.
Jeden Monat nutzen weltweit fast zwölf Millionen Menschen Produkte des Unternehmens für Meetings und virtuelle Teamarbeit. Zu den Kunden gehören rund 50.000 Unternehmen und 90 Prozent der Fortune 500.

## Geschichte
1991 gründete der heutige Vorstandsvorsitzende und Chief Executive Officer Boland T. Jones die Ptek Holdings, Inc.
Aus dem Zusammenschluss der Unternehmen Premiere Technologies und Xpedite Systems ging im Februar 1998 Premiere Global Services hervor.
Die offizielle Umbenennung von Ptek Holdings, Inc. in Premiere Global Services, Inc. erfolgte am 3. Januar 2005. Von Beginn an verzeichnet Premiere Global Services ein Wachstum: So stiegen die Erlöse von 381 Millionen US-Dollar im Jahr 2003 auf etwa 600 Millionen US-Dollar im Jahr 2009.
Premiere Global Services hat seinen Hauptsitz in Atlanta, Georgia. Das Unternehmen beschäftigt mehr als 2.300 Mitarbeiter in Ländervertretungen auf der ganzen Welt, darunter London, Tokio, Sydney, Hong Kong, Paris, Frankfurt, New York, Chicago, Dublin und Austin.
Im Jahr 2010 wurde die neue Unternehmensmarke PGi eingeführt. Nach wie vor firmiert das Unternehmen an der New Yorker Börse NYSE als Premiere Global Services, Inc., jedoch wird in der gesamten Kommunikation PGi als Name verwendet.
Zum 8. Dezember 2015 wurde PGi von der Siris Capital Group übernommen.

### Übernahmen und Partnerschaften
- März 2005 – Übernahme von Citizens Communications, einem US-amerikanischen Konferenzanbieter.
- Juni 2005 – Übernahme von Intelligent Meetings, einem US-amerikanischen Audio- und Webkonferenz-Anbieter.
- August 2005 – Übernahme von Netspoke, einem US-amerikanischen Audio- und Webkonferenz-Anbieter.
- Januar 2006 – Übernahme von Accucast, einem US-amerikanischen E-Mail-Kommunikationsanbieter.
- September 2006 – Übernahme von eNunciate, einem kanadischen Audio- und Webkonferenz-Anbieter.
- November 2006 – Übernahme von ECT, einem australischen Audio- und Webkonferenz-Anbieter.
- November 2007 – Übernahme von Meet24, einem Konferenz- und Web-Teamarbeit-Anbieter aus dem nordischen Raum.
- August 2008 – Übernahme von Soundpath Conferencing Services, einem US-amerikanischen Audio- und Webkonferenzanbieter.
- Februar 2009 – Übernahme von LINK Conference Service, LLC, einem Audio- und Konferenzanbieter mit Sitz in Seattle.
- November 2009 – Die Mansell Group, ein US-amerikanischer E-Mail-Kommunikationsanbieter, übernimmt das E-Marketing-Geschäft von Premiere Global Services.[9]
- Februar 2010 – Premiere Global Services gibt eine Partnerschaft mit AVi-SPL bekannt. Im Rahmen der Partnerschaft werden Videokonferenzlösungen angeboten.[10]

## Produkte und Services
Zu den urheberrechtlich geschützten Produkten und den Partnerprodukten gehören Anwendungen für Webkonferenzen und Telefon-Meetings sowie Lösungen zur automatisierten Produktivitätssteigerung.

### Konferenzen und Teamarbeit
Premiere Global Services bietet verschiedene Produkte für Telefonkonferenzen, Webkonferenzen, Videokonferenzen und Event-Konferenzservices an. Darüber hinaus bietet das Unternehmen über strategische Partnerschaften mit führenden Kommunikationstechnologieanbietern verschiedene Fremdprodukte im Bereich Webkonferenzen an.